# Oh My God (låt med Le Kid)
"Oh My God" är en låt som framfördes av Le Kid i Melodifestivalen 2011. Låten slutade på 5 plats i sin deltälvling.
Melodin testades på Svensktoppen. men missade listan.
Under uppträdandet använde gruppen en scen som föreställde ett godislandskap.

## Listplaceringar
| Lista (2011) | Topplacering |
| ------------ | ------------ |
| Sverige      | 31           |

### Fotnoter
1. ↑  ”Svensktoppen”. 13 mars 2011. http://sverigesradio.se/sida/topplista.aspx?programid=2023&date=2011-02-13. Läst 3 mars 2012.
2. ↑  ”Svensktoppen”. 20 mars 2011. http://sverigesradio.se/sida/topplista.aspx?programid=2023&date=2011-02-20. Läst 3 mars 2012.
3. ↑  ”Allas”. 5 februari 2011. Arkiverad från originalet den 1 november 2011. https://web.archive.org/web/20111101003645/http://allas.se/dilba-i-melodifestivalen-2011/. Läst 4 mars 2012.
4. ↑  ”Hitparad”. http://swedishcharts.com/showitem.asp?interpret=Le+Kid&titel=Oh+My+God&cat=s. Läst 3 mars 2012.